# Plint (kopplingspunkt)

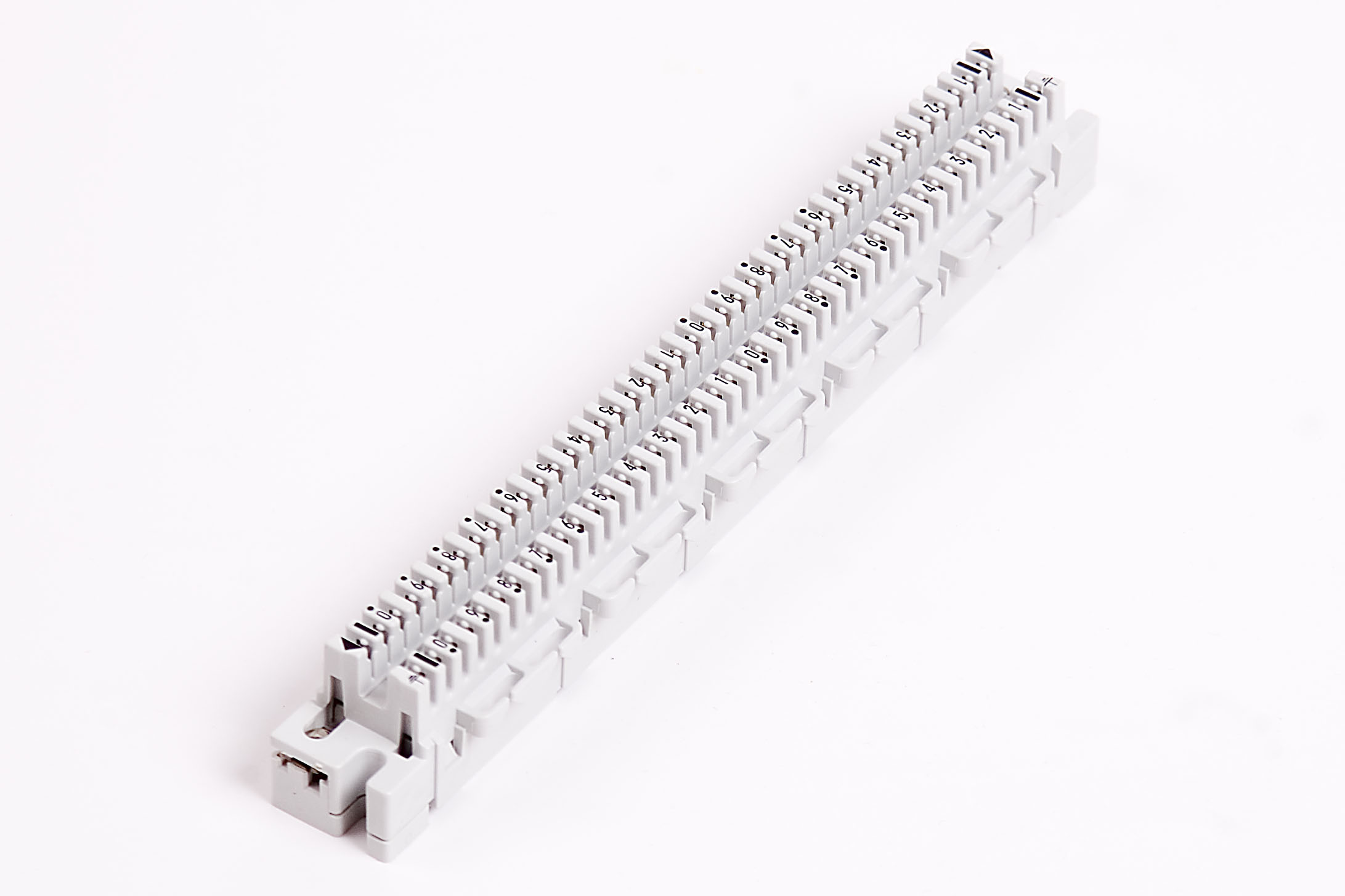
Krone LSA-PLUS-plint

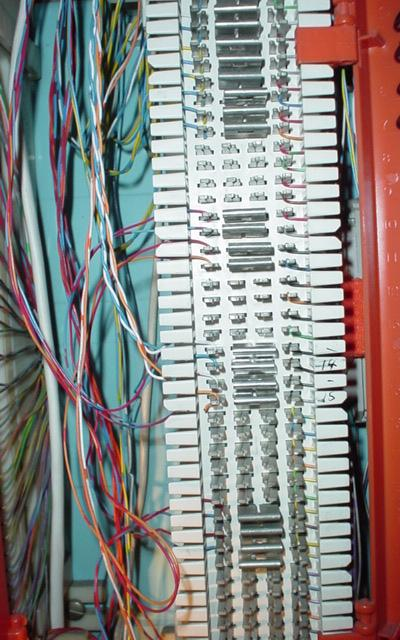
Ett split-50 M-typ 66-block med överbryggande klämmor

Plint (engelska: punch-down block) är en (numrerad eller symbolmärkt) fysisk kopplingspunkt för anslutning av enskilda ledare i elektriska kablar (kopplingsplint). I elskåp förekommer ofta plintar monterade sida vid sida på DIN-skena (plintrad). En plint symboliseras på elritningar som en "stor punkt".  Den har fått sin engelska benämning eftersom de solida koppartrådarna "stansas ner" i korta slitsar med öppna ändar som är en typ av isoleringsförskjutningskontakt. Dessa slitsar, vanligtvis skurna på tvären (inte på längden) över en isolerande plaststång, innehåller två vassa metallblad som skär igenom trådens isolering när den stansas ner. Dessa blad håller tråden på plats och gör också den elektriska kontakten med tråden. 

## Översikt

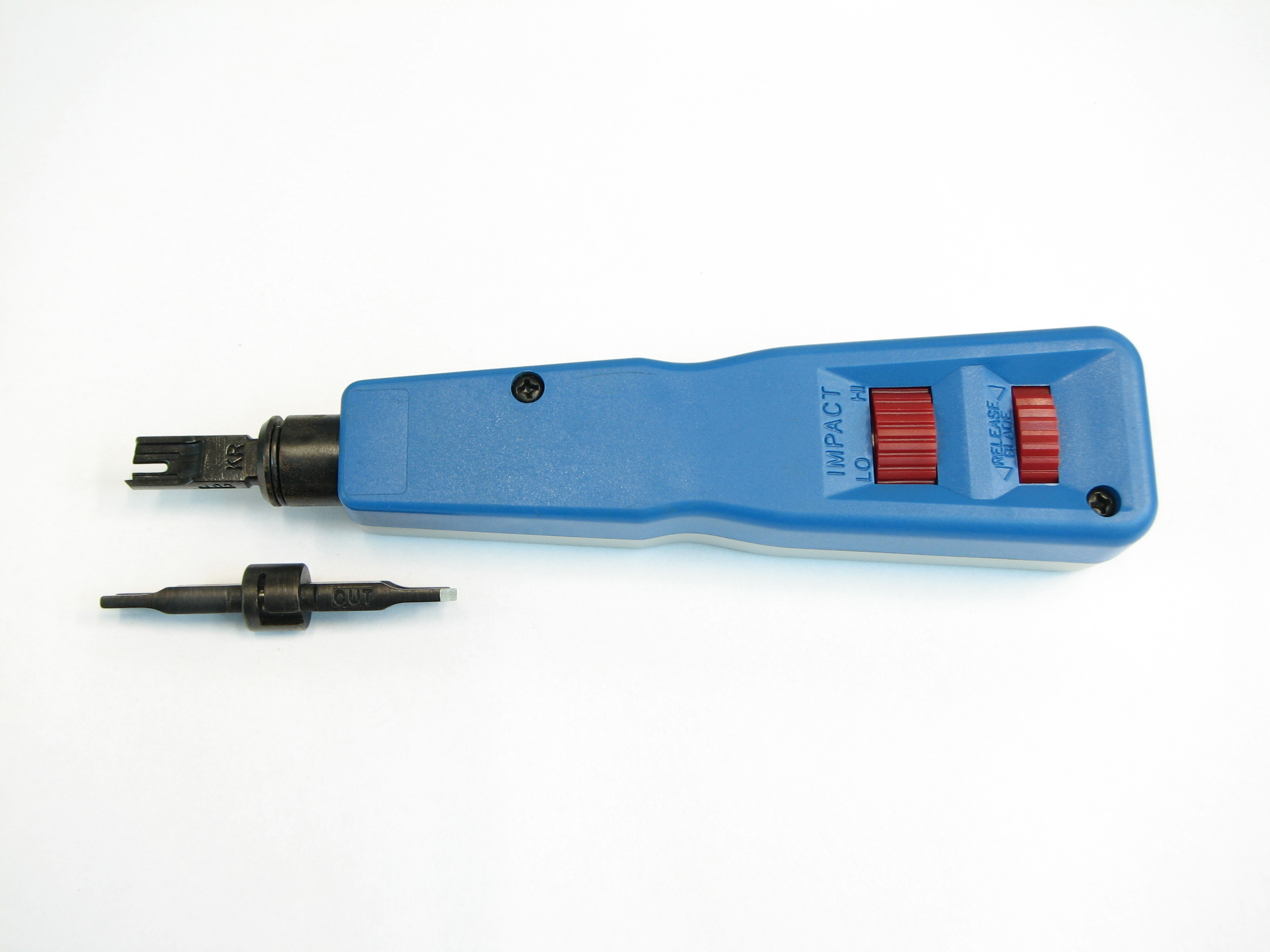
Stansverktyg med utbytbara blad

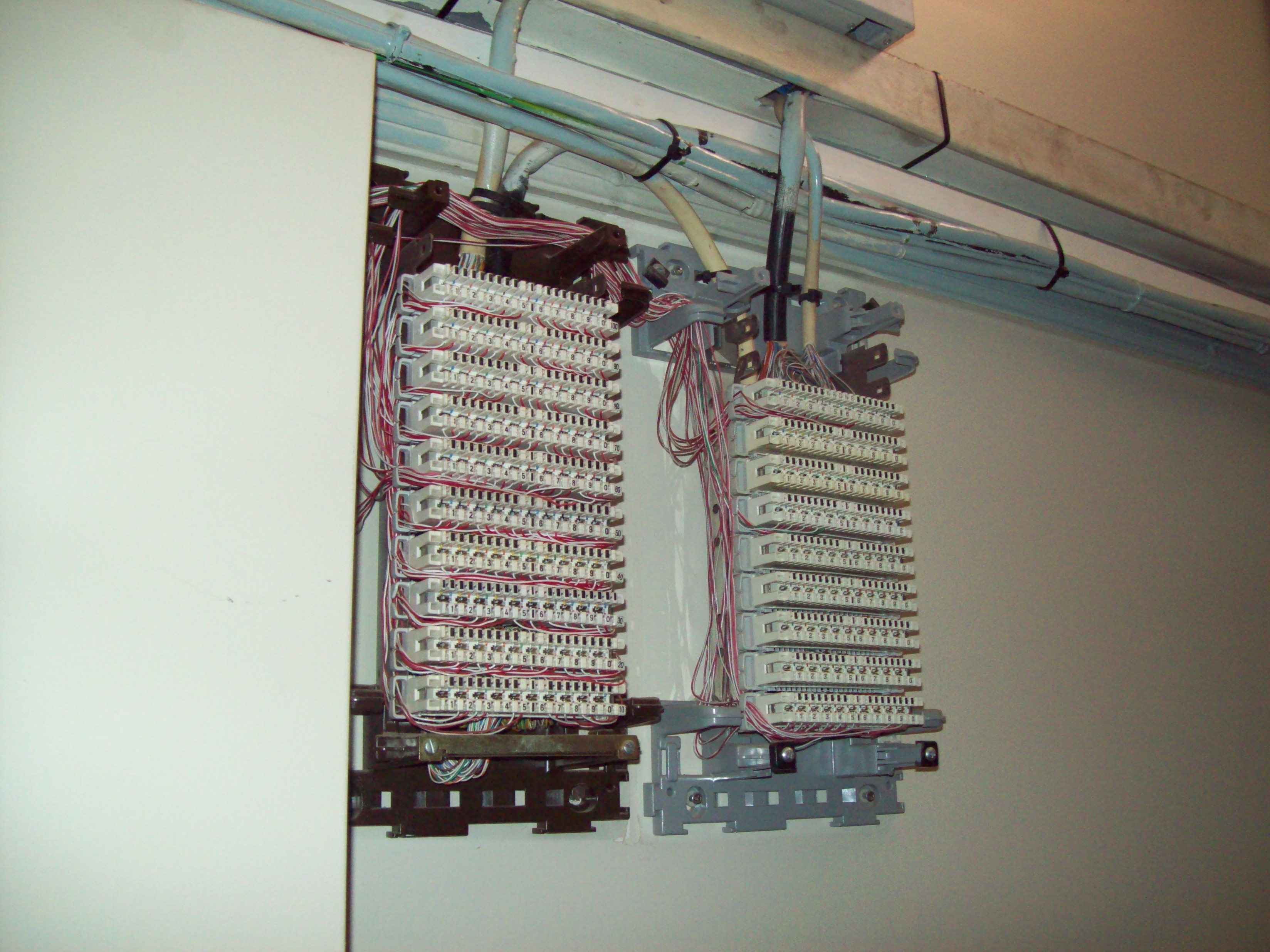
Kroneblock

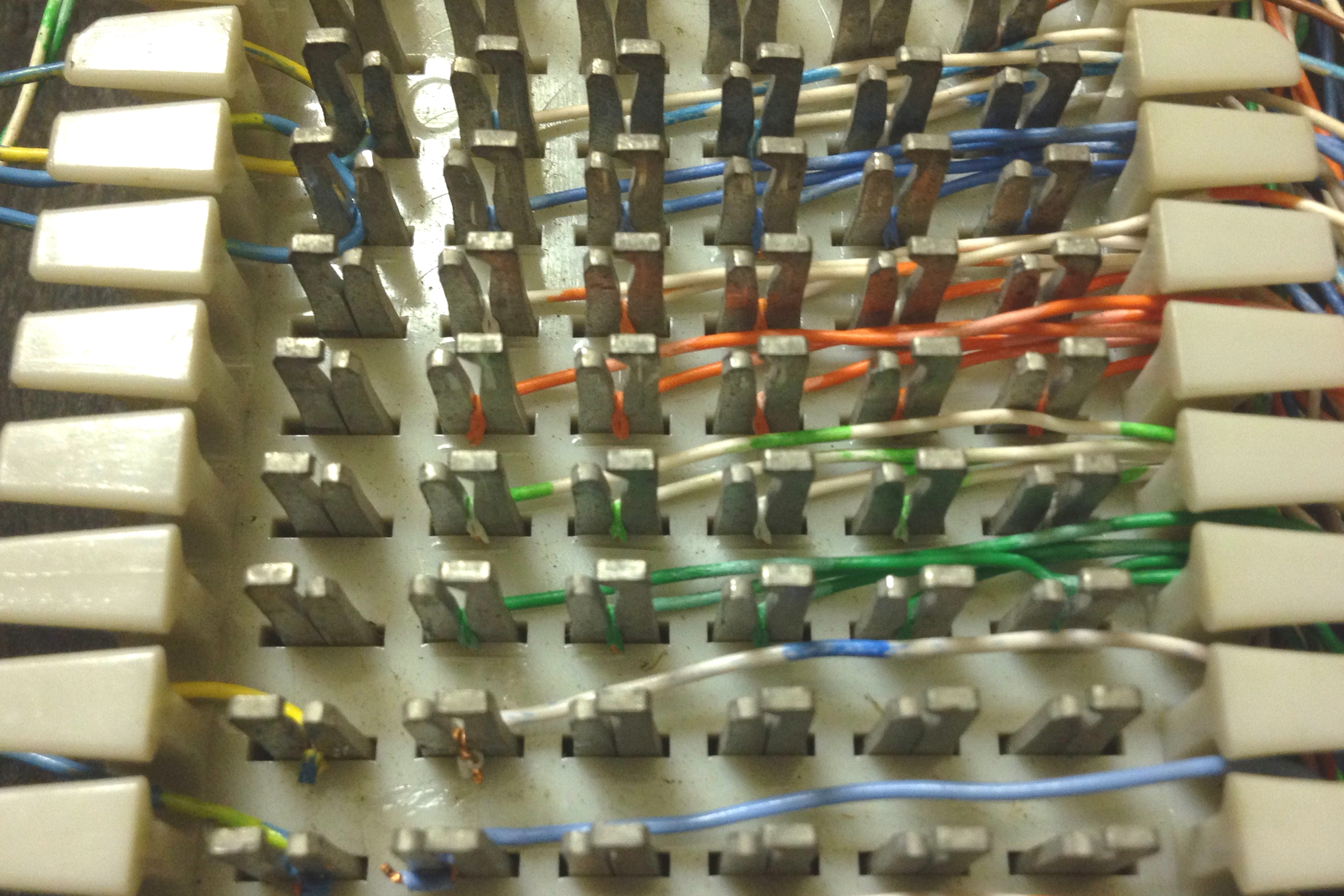
Detaljer om hur kablar trycks in i klämmorna på 66 block

Ett verktyg som kallas Kroneverktyg används för att trycka ner tråden ordentligt och fast i skåran. Vissa kommer automatiskt att klippa bort eventuell överflödig tråd. Verktygsbladets exakta storlek och form varierar beroende på tillverkare, vilket kan orsaka problem för dem som arbetar på befintliga installationer, speciellt när det finns en dåligt dokumenterad blandning av olika märken. 
Plint är ett mycket snabbt och enkelt sätt att ansluta kablar, eftersom det inte finns någon skalning av isolering och inga skruvar att lossa och dra åt. Plintar används ofta som jackväxel eller som breakout-boxar för PBX eller andra liknande 
flerlinjetelefonsystem med 50-stifts RJ21 (Amphenol)-kontakter. De används ibland i andra ljudapplikationer, till exempel i omkonfigurerbara patchpaneler.
Ofta används ett separat verktyg som kallas spudger för att ta bort små ströbitar av avskurna ledningar som fastnat i stansade block.

## Tillförlitliga anslutningar
Det är möjligt att sätta in kablar utan rätt verktyg, men detta kräver stor försiktighet för att undvika att skada kontakterna. Till exempel är det en dålig praxis att trycka ner en skruvmejsel i mitten av blocket eftersom det tvingar isär de två bladen på terminalstolpen, vilket leder till dåliga kontakter. Det är också möjligt att stansa ner flera ledningar ovanpå varandra i en enda stolpe av en plint, men denna praxis avråds på grund av tillförlitlighetsproblem. Om dessa flera trådar är av olika tjocklek (trådmått), är det ännu mer sannolikt att den tunnare tråden kommer att utveckla kontaktproblem. På liknande sätt kan tvinnad tråd användas på stansade block, men de är utformade för solida trådanslutningar. 
Marginala metoder som dessa avråds starkt i stora eller verksamhetskritiska installationer, eftersom de kan introducera extremt besvärliga intermittenta anslutningar, såväl som mer uppenbara direkt dåliga anslutningar. När kontaktbladen i en plint har "fjädrats isär" av dålig praxis, måste hela blocket ofta bytas ut för att återställa tillförlitliga anslutningar.
Vidare används plintar för att hantera ett större antal snabbare datasignaler, vilket kräver större försiktighet och korrekta procedurer för att kontrollera impedans och överhörning.

## Exempel
- 66-block (eller "M-block") används i äldre analoga telefonsystem.[4]
- 110-block används ofta i telefon- och Cat 5- ledningssystem och ersätter 66 block.[4]
- Kroneblock är ett patentskyddat europeiskt alternativ.
- BIX-block är ett proprietärt block som ursprungligen utvecklats av Nortel Networks.